# 조선서화미술회
조선서화미술회(朝鮮書畵美術會)는 일제강점기 초기에 조직된 미술인 단체이다. 흔히 서화미술회 라고도 부른다.
1912년 6월에 조선총독부의 후원으로 조직되었다. 재정 지원은 구 대한제국 황실을 관장하는 기관인 이왕직이 맡았다.
조선서화미술회의 연원은 1911년 3월 윤영기가 설립한 경성서화미술원에서 찾을 수 있다. 경성서화미술원은 설립 6개월 만에 이완용에게 운영권을 빼앗겼다. 이완용은 경성서화미술원을 기반으로 이듬해 조선서화미술회를 설립한 뒤 회장으로 취임했다.
이완용의 처남인 조민희를 비롯하여 조중응 등 조선총독부와 가까운 세도가이면서 서화 애호의 취향을 가진 이들이 주축을 이루었다. 1913년과 1915년에는 서화대전람회를 개최하여 근대적 미술 문화를 보급하였으며, 첫 번째 전람회에는 이완용도 작품을 출품했다.
한편, 경성서화미술원 산하에 있던 강습소는 1914년에 이완용에 의해 조선서화미술회 강습소로 개편되어 동양화가를 양성하는 기관이 되었다. 강습소의 교수로는 유명 동양화가인 안중식과 조석진 등이 채용되었고 1914년에 제1회 졸업생을 배출하였다. 조선서화미술회 강습소 출신으로 한국 근대 동양화단의 중추가 되는 화가인: 김은호, 이상범, 노수현, 최우석, 오일영 등이 있다.
1918년 강습소에서 제4회 졸업생을 배출한 것을 마지막으로 1920년 6월에 해체되었다.

## 같이 보기
- 이왕직

## 참고자료
- 친일인명사전편찬위원회 (2004년 12월 27일). 《일제협력단체사전 - 국내 중앙편》. 서울: 민족문제연구소. 661~662쪽쪽. ISBN 8995330724.